# CRACK STAR FLASH
『CRACK STAR FLASH』（クラック スター フラッシュ）は、日本の音楽ユニット・GRANRODEOの5枚目のオリジナルアルバム。 2012年10月10日にLantisから発売された。

## 概要
メインレーベルでのアルバム発売は『Instinct』以来4年ぶり。前作『SUPERNOVA』後に発売されたシングル及びカップリング曲を含めた全12曲が収録されている。15枚目のシングル「愛のWarrior」のC/W「Beat it, Love」、16枚目のシングル「Can Do」のC/W「Love in shelter」、17枚目のシングル「RIMFIRE」のC/W「恋のHEAT WAVE」の3曲は除外されている。
初回限定盤には、アルバムリード曲「CRACK STAR FLASH」のMusic Clip、2012年6月30日に日比谷野外大音楽堂にて行われた「LIVE 2012 Can you Do the SUMMER!? ＼(^o^)／」ライブの模様をダイジェスト版で収録したDVDが同梱されている。通常盤はCDのみ。
店舗購入特典として、缶バッジセットがアニメイト、ゲーマーズ、とらのあな、ソフマップ、TSUTAYA RECORDSの5店舗ごとに用意され、タワーレコードのみ特製のショッパーが用意された。
オリコンのデイリーランキングで1位となったのは、シングルも含め本作が初である。

## 収録内容
（全作詞：谷山紀章、作曲・編曲：飯塚昌明）
1. CRACK STAR FLASH
  - PVが制作されている。
2. Can Do
3. NO PLACE LIKE A STAGE
4. Urban Sweet
5. メリーゴーランド
6. メズマライズ
7. HAPPY LIFE
8. RIMFIRE
9. 0-GRAVITY
10. 冷めゆく熱
11. 愛のWarrior
12. 希望の彼方へ

DVD
1. CRACK STAR FLASH（MUSIC CLIP）

GRANRODEO LIVE 2012 Can you Do the SUMMER!?＼(^o^)／ 2012.6.30 @ 日比谷野外音楽堂 
1. OPENING SE
2. Can Do
3. 恋のHEAT WAVE
4. サマーGT09
5. メズマライズ
6. RIMFIRE

## カバー
Can Do
- でんぱ組.inc - 2020年8月19日発売の『GRANRODEO Tribute Album "RODEO FREAK"』に収録。

メズマライズ
- MUCC - 2020年8月19日発売の『GRANRODEO Tribute Album "RODEO FREAK"』に収録。